# Minoischer Truhensarkophag in Hannover

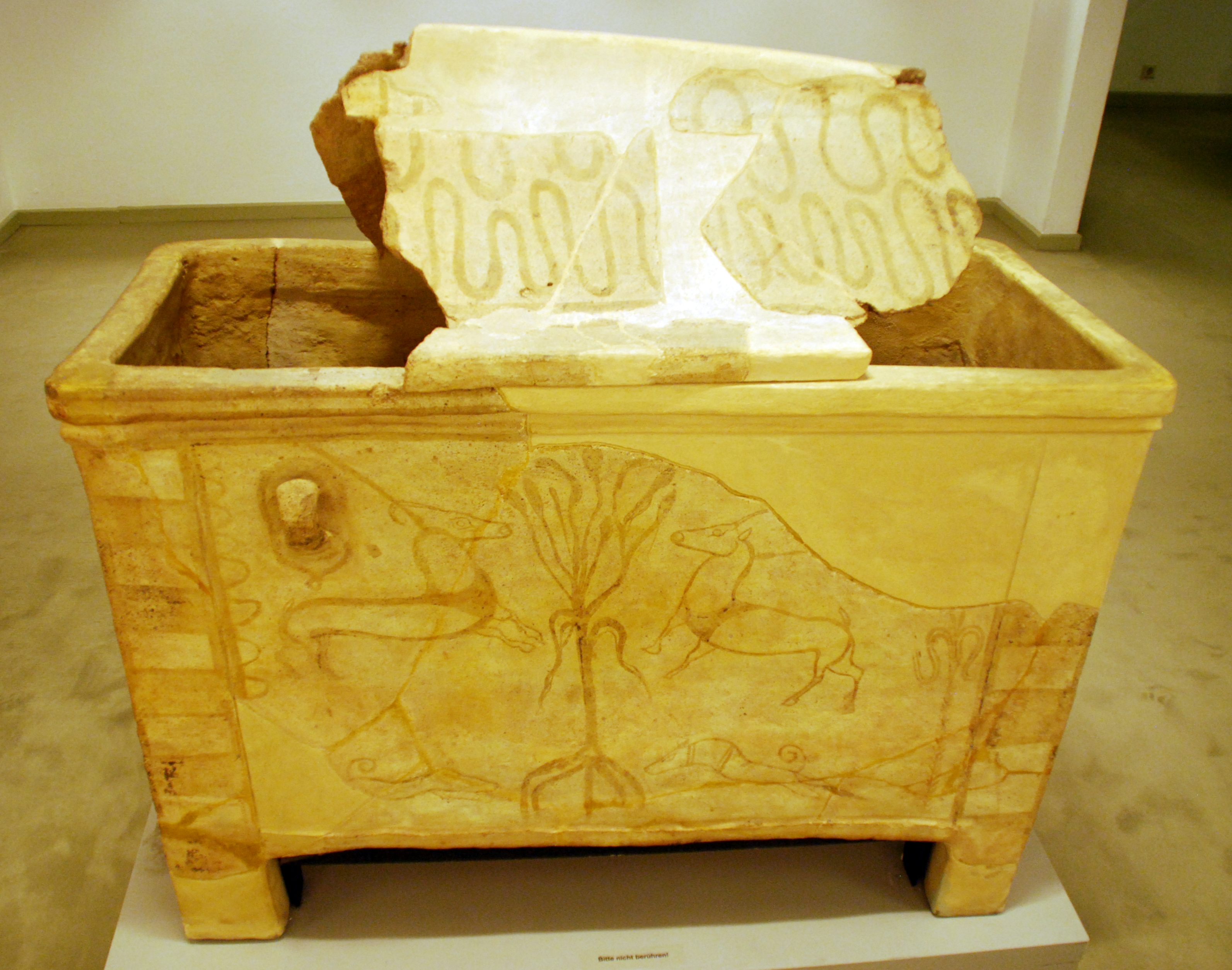
Schauseite: Baum und von Hunden gejagte Wildziegen.

Ein minoischer Truhensarkophag, auch Larnax genannt, gehört zu den Prunkstücken der Antikensammlung des Museums August Kestner in Hannover.
Larnakes sind aus Ton gefertigte, Holz nachempfundene Sarkophage und ein traditioneller Bestandteil des minoischen Begräbniswesens. Der Hannoveraner Larnax ist abgesehen vom nur fragmentarisch erhaltenen Deckel in weiten Teilen vollständig erhalten. Fehlstellen, insbesondere an einer Stirnseite, wurden modern ergänzt. Die Reste des Deckels wurden ebenfalls zusammengesetzt und teilweise ergänzt, doch nicht vollständig restauriert. Der Deckel wurde mit zwei übereinanderliegenden Wellenbändern verziert. Der Deckel hat die Form eines Spitzdaches, die Auflagefläche wurde abgeflacht, damit der Deckel sicher auf dem Sarkophag aufliegt. Der Sarkophag selbst ist ebenfalls auf allen vier Seiten bemalt. Auf der Hauptseite wird zentral ein Baum gezeigt, links und rechts davon jeweils eine Wildziege und darunter Jagdhunde, die die von Speeren getroffenen Ziegen hetzen. Eine Kopfseite zeigt zwei Wildziegen beim Kampf miteinander, die andere ebenso wie die Rückseite florale Motive. Der Innenraum des Sarkophags ist weniger sorgfältig ausgearbeitet als die Außenseiten. An den Enden der Längsseiten sind Griffe angebracht, erhalten sind sie aber nur beidseitig an einem der Enden. Die Standbeine sind an allen vier Ecken säulenförmig hervorstehend herausgearbeitet, sie ziehen sich vom oberen Rand bis zum Boden durch. Abgesehen von einer Säule auf der Rückseite, die floral verziert wurde, sind alle diese Säulen abwechselnd in dicken Streifen bemalt oder tongrundig belassen.
Der Larnax gehört in die Zeit nach der Zerstörung des Palastes von Knossos. Einerseits trägt er noch Züge der minoischen Kunst, andererseits sind auch mykenische Einflüsse greifbar. Während der Larnax den noch vorhandenen minoischen Einfluss zeigt, ist die Bemalung schon sehr mykenisch geprägt, obwohl die Motive auf minoische Glaubensinhalte verweisen. Der Baum steht wohl im Zusammenhang mit dem minoischen Baumkult, präsentiert er doch wahrscheinlich den Heiligen Baum, die Wildziegen stehen wohl im Zusammenhang mit dem Kult einer Berggöttin.
Der Larnax wird in des 14. Jahrhunderts v. Chr. datiert, was einer Datierung in die Zeit Spätminoisch III A entspricht. Wahrscheinlich stammt der Sarkophag von der Insel Kreta. Er kam 1989 in die Antikensammlung des Museum August Kestner (Inv.-Nr. 1989.30).

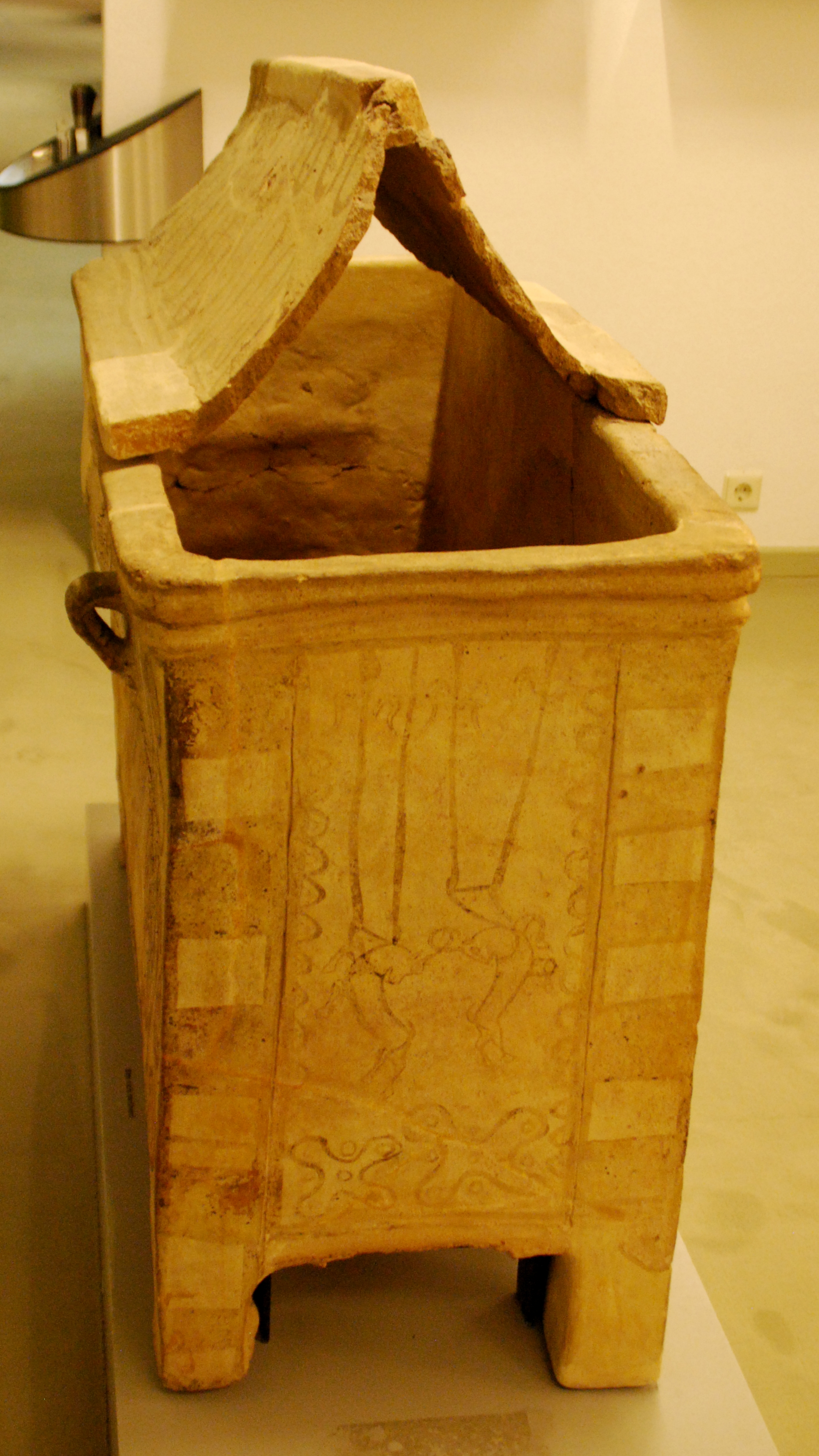
Seitenansicht: kämpfende Wildziegen
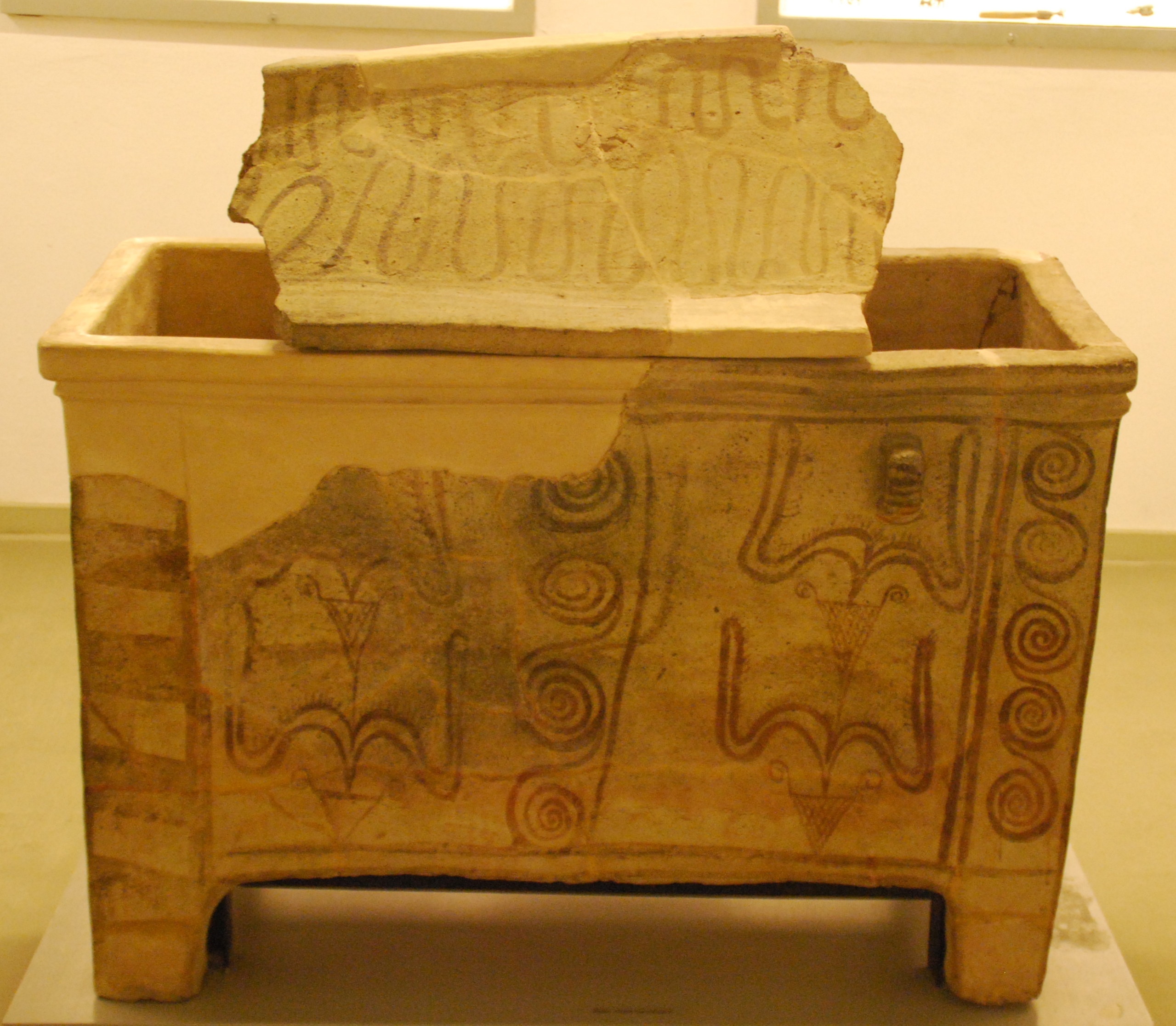
Rückansicht: florale Motive
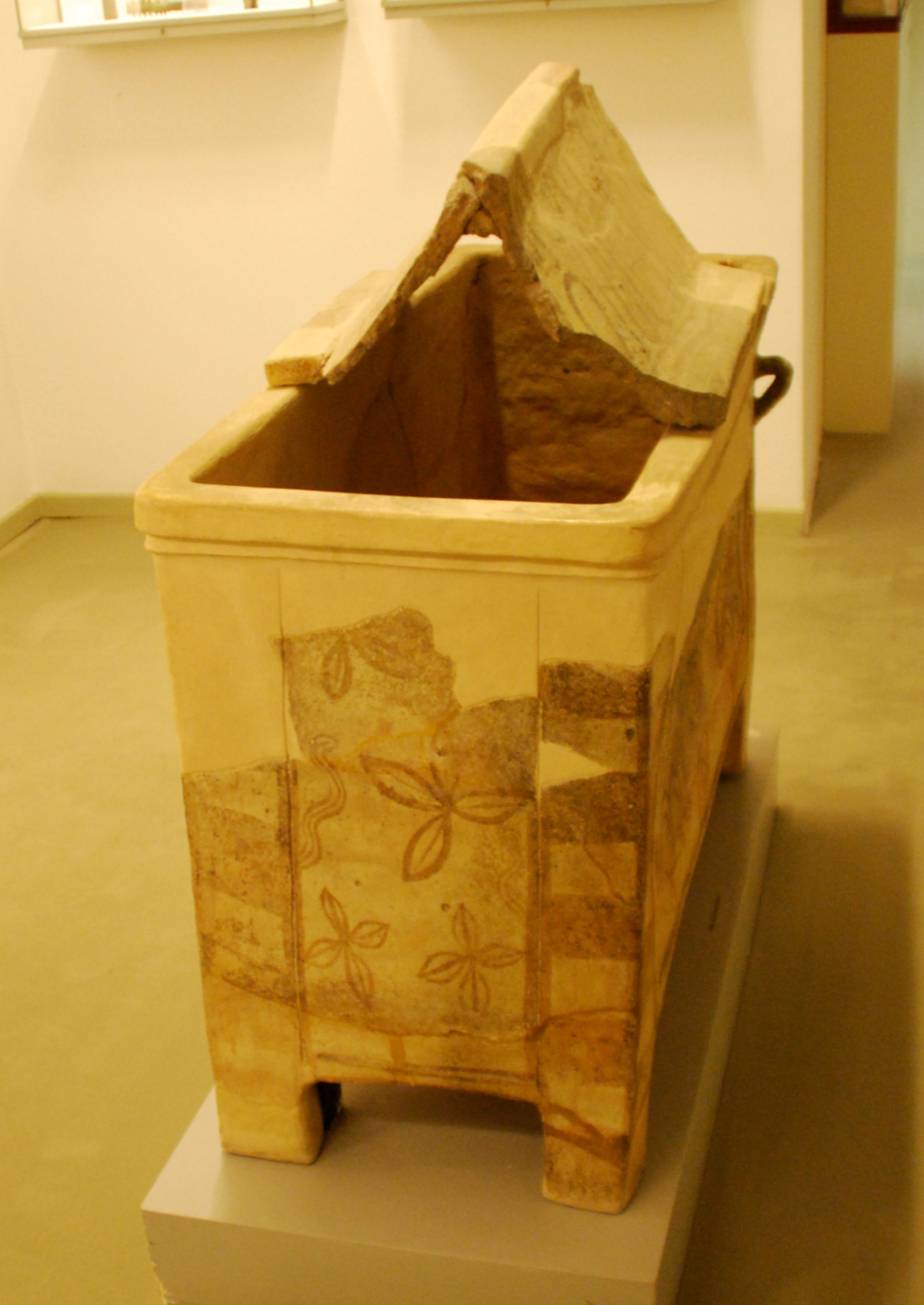
Seitenansicht: florale Motive